# Веббелін
Веббелін (нім. Wöbbelin) — громада в Німеччині, розташована в землі Мекленбург-Передня Померанія. Входить до складу району Людвігслуст-Пархім. Складова частина об'єднання громад Людвігслуст-Ланд.
Площа — 23,51 км2. Населення становить 907 ос. (станом на 31 грудня 2020).

## Галерея

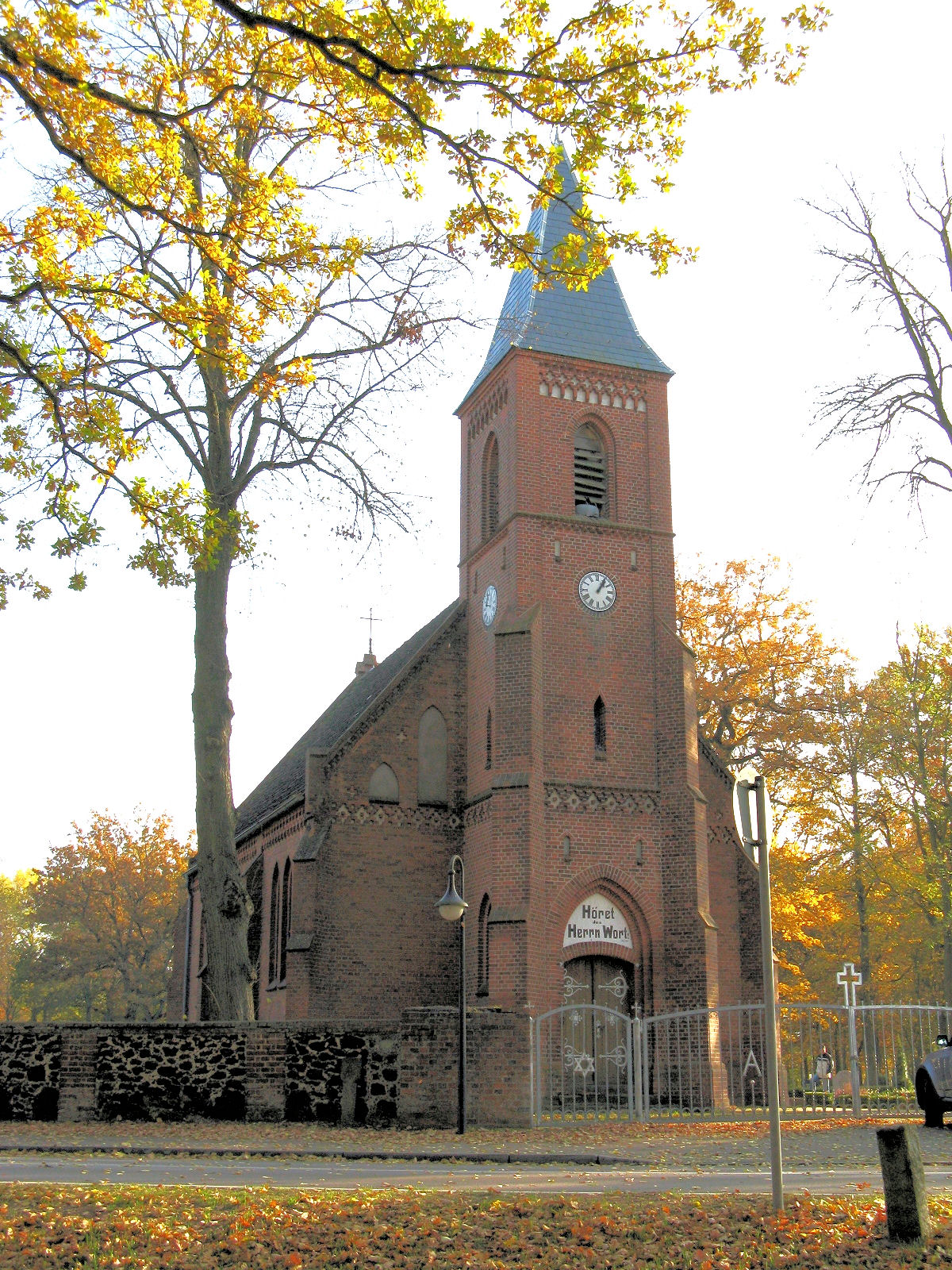
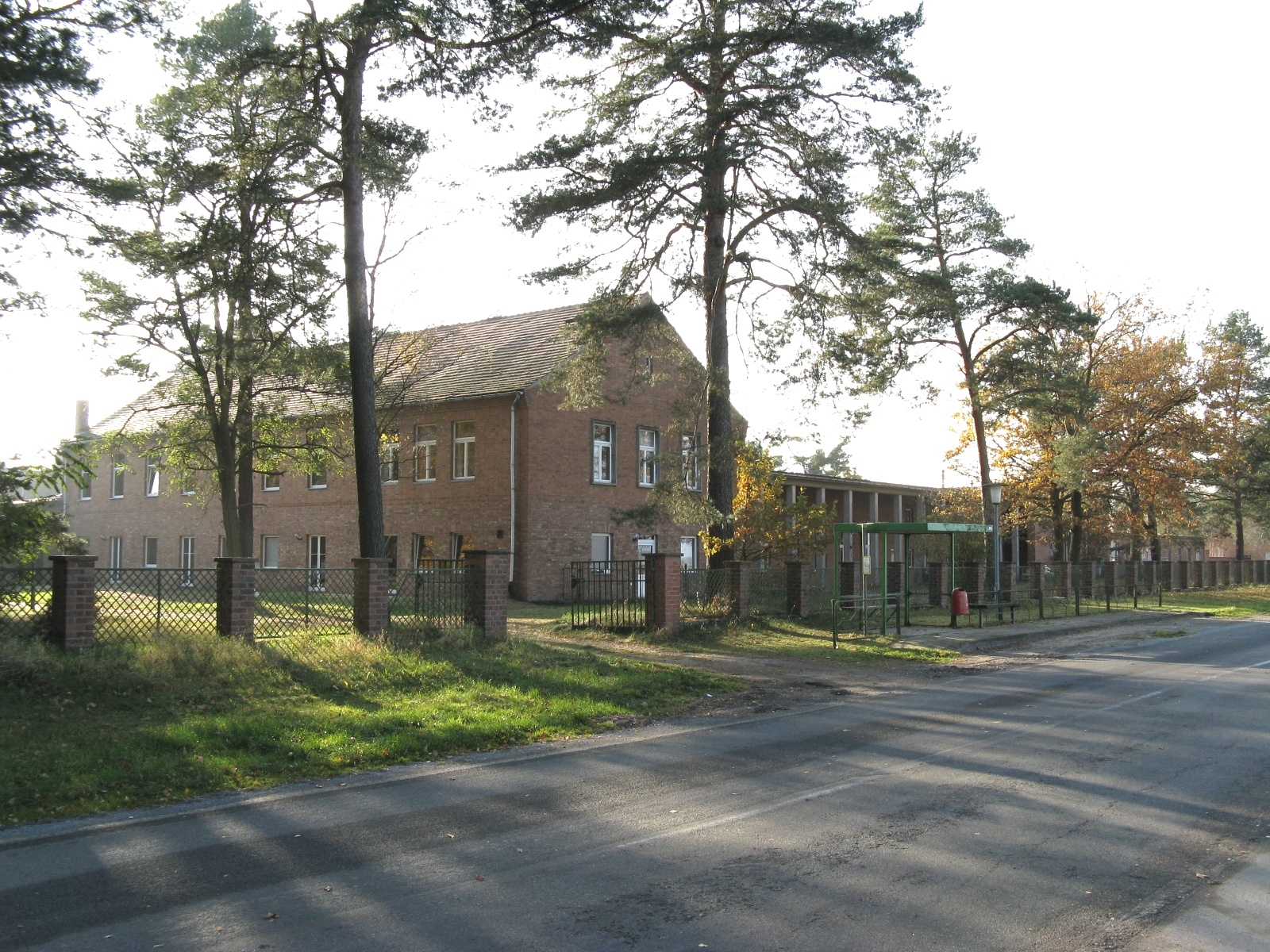